# Steuerstab
Ein Steuerstab, auch Regelstab oder Kontrollstab genannt, dient der Regelung und Abschaltung eines Kernreaktors.
Er enthält ein Material, das Neutronen stark absorbiert. Wenn es sich im Reaktorkern befindet, absorbiert es einen Teil der durch die Kernspaltung freigesetzten Neutronen, so dass diese nicht für weitere Kernspaltungen zur Verfügung stehen. Auf diese Weise wird die Kernreaktionsrate der Kettenreaktion im Reaktor verringert (siehe auch Kritikalität). Daher kann die Leistung des Reaktors – neben anderen Möglichkeiten zur Regelung – durch das mehr oder weniger tiefe Einfahren der Steuerstäbe in den Reaktorkern geregelt werden.
Durch das vollständige Einfahren der Steuerstäbe kann die Kettenreaktion völlig unterbunden, der Reaktor also abgeschaltet werden. Im Normalbetrieb befindet sich immer ein Teil der vorhandenen Steuerstäbe außerhalb des Reaktorkerns, um im Notfall den Reaktor sicher abschalten zu können. Abschalten bedeutet allerdings nur die Unterbrechung der Kettenreaktion. Es bedeutet nicht, dass der Reaktor keine Wärme mehr liefert (siehe Nachzerfallswärme).

## Druckwasserreaktor

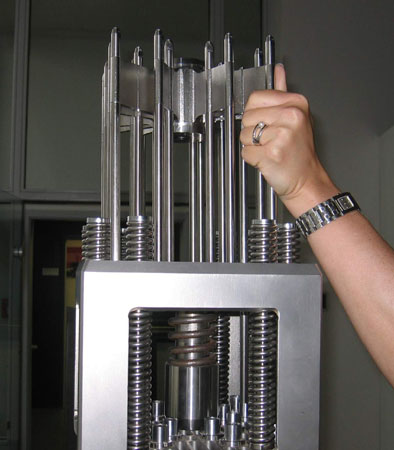
Steuerstabantrieb oberhalb eines Druckwasserreaktor-Brennelements

In Druckwasserreaktoren bestehen die Steuerstäbe normalerweise aus einem stählernen Hüllrohr, das mit einem Material gefüllt ist, das einen hohen Absorptionsquerschnitt für thermische Neutronen aufweist, meist Cadmium- oder Borverbindungen. In jedes Brennelement können mehrere Steuerstäbe von oben über die Steuerstabführungsrohre eingefahren werden. Die Steuerstäbe eines Brennelementes werden einzeln baulich zu einem Steuerelement zusammengefasst und mehrere Steuerelemente leittechnisch zu einer Steuerelementbank. Alle Stäbe einer Steuerelementbank werden gemeinsam als Ganzes verfahren, stehen also jeweils auf gleicher Einfahrtiefe. In der Regel gibt es in einem Druckwasserreaktor zwei dieser leittechnischen Bänke. Die eine wird zur Regelung des Reaktors im Bereich schneller Leistungsänderungen, die andere ausschließlich für die Reaktorschnellabschaltung verwandt. Die langfristige Leistungsregelung erfolgt beim Druckwasserreaktor im Normalbetrieb jedoch ausschließlich über die Borsäurekonzentration im Primärkreis.

## Siedewasserreaktor
Im Siedewasserreaktor gibt es keine einzelnen Steuerstäbe, hier sind die Röhrchen mit dem neutronenabsorbierenden Material zu einem Steuerelement mit kreuzförmigem Querschnitt zusammengebaut. Die Röhrchen eines Steuerelementes sind von einer gemeinsamen stählernen Hülle umschlossen. Die Steuerelemente werden im Unterschied zum Druckwasserreaktor nicht von oben in, sondern von unten zwischen die Brennelemente gefahren; es gibt für je vier Brennelemente ein Steuerelement. Auch hier werden die Steuerelemente leittechnisch zu Bänken zusammengefasst. Anders als beim Druckwasserreaktor dienen die Steuerstäbe im Normalbetrieb aber nur zum An- und Abfahren und zur Reaktorschnellabschaltung. Die langfristige Leistungsregelung des Siedewasserreaktors erfolgt indirekt über die Drehzahl der Hauptkühlmittelpumpen, die den Dampfgehalt im Reaktorkern und damit die Reaktivität beeinflusst (siehe Dampfblasenkoeffizient). Das Einfahren von unten hat den Zweck, den Dampfgehalt – der in siedendem Wasser naturgemäß von unten nach oben zunimmt – mit seiner reaktivitätsverringernden Wirkung räumlich möglichst auszugleichen, also die Leistungsverteilung in senkrechter Richtung gleichmäßiger zu machen.

## Weitere Reaktortypen
In anderen Reaktortypen funktionieren Steuerstäbe in ähnlicher Weise, sind aber oft etwas anders ausgeführt. Im RBMK beispielsweise werden Steuerstäbe zur Regelung der Gesamtleistung und zur Schnellabschaltung von oben eingefahren, während weitere von unten  einfahrbare Steuerstäbe zum Ausgleichen der Leistungsverteilung dienen.
Im THTR-300, einem Prototyp eines Hochtemperaturreaktors, dienten die Steuerstäbe nur zur Abschaltung.

## Abnutzung von Steuerstäben
Durch die Absorption von Neutronen wird das neutronenabsorbierende Material mit der Zeit verbraucht. Außerdem entstehen bei der Absorption innerhalb der stählernen Umhüllung Helium und andere Gase. Diese Gase können zu einem hohen Druck innerhalb der stählernen Umhüllung führen. Aus diesen Gründen haben Steuerstäbe nur eine begrenzte Lebensdauer und müssen nach ca. 6 bis 10 Jahren ausgewechselt werden.

## Nutzung überschüssiger Neutronen
Da Steuerstäbe das – in Neutronenquellen oder Forschungsreaktoren wertvolle – „Gut“ Neutronen nicht sinnvoll nutzen, gibt es verschiedentlich Vorschläge, die überschüssigen Neutronen zu nutzen. Denkbar wäre hier Transmutation oder die Erzeugung medizinischer oder industrieller Radionuklide. Einige Reaktoren vom Typ CANDU werden für Letzteres genutzt, indem einige Kontrollstäbe durch Kobalt ersetzt werden, wobei durch Neutroneneinfang das radioaktive Kobalt-60 entsteht, welches in Medizin und Industrie Anwendung findet.